# Синдром Ґанзера
Синдром Ґанзера (відомий також як тюремний психоз)— реактивний розлад, визначається як ситуативний синдром, що межує з психозом, дисоціативними розладами та симуляцією. Пацієнти в розмові виявляють грубе незнання загальновідомих фактів і явищ. На запитання дають неправильні, але приблизні відповіді. Крім того, вони роблять безглузді речі, наприклад, намагаються писати іншою стороною ручки або пхають ключ у замок іншим боком.
Термін "тюремний психоз" з'явився, оскільки синдром найчастіше трапляється у в'язнів, де його можна розглядати як спробу домогтися поблажливості з боку тюремних чи судових чиновників. Синдром Ґанзера іноді можуть діагностувати як просто симуляцію, але частіше його визначають як дисоціативний розлад.
Синдром описав німецький психіатр Зіґберт Йозеф Марія Ґанзер 1898 року.